# Rasmus Lauge
Rasmus Lauge Schmidt (født 20. juni 1991 i Viborg) er en dansk håndboldspiller der spiller for Bjerringbro-Silkeborg Håndbold som playmaker. Han er opvokset i Bjerringbro. Lauge fik debut for Danmarks håndboldlandshold i 2010.

## Klubhold
Lauge har fået sin håndboldopvækst i Bjerringbro FH. I 2009 underskrev han en 3-årig kontrakt med Bjerringbro-Silkeborg Elitehåndbold. Kontrakten blev i november 2010 forlænget med yderlige 3 år.
I sæson 2023/2024 spiller han for BSH.

## Landshold
Rasmus Lauge fik debut på ynglingelandsholdet 26. juli 2007 og spillede frem til 2009 33 kampe og scorede 121 mål. I 2009 kom han på ungdomslandsholdet da han 20. juni 2009 debuterede, og Lauge er i alt blevet noteret for 29 kampe og 103 mål for U-holdet.
Han fik debut på det danske A-landshold den 15. april 2010. I december 2010 blev han af landstræner Ulrik Wilbek udtaget som reserve til den spillertrup der repræsenterede Danmark ved Verdensmesterskaberne 2011 i Sverige. Efter Danmarks anden kamp i turneringen blev Rasmus Lauge indkaldt som erstatning for en skadet Thomas Mogensen. Lauge havde på det tidspunkt i alt spillet fire kampe og scoret fem mål for nationalmandskabet. I 2012 var han udtaget fra start til EM-slutrunden og var dermed med til sammen med resten landsholdet at blive europamester. I 2019 tog Lauge den steppet videre, og var med til at blive verdensmestre sammen med resten af landsholdet, for første gang i dansk herrehåndboldhistorie. 
I 2022 var Lauge med til at vinde bronze for Danmark ved EM, og året efter var han igen med til at vinde VM-guld.
Lauge har gennem sin karriere indimellem været ramt af skader, hvilket har betydet, at han ikke har været med til at vinde mange af de medaljer, som landsholdet har hentet. Særligt OL havde han i mange år ikke held til at deltage i. Han var med ved OL 2012 i London, hvor Danmark blev nummer seks, men både ved OL 2016 i Rio de Janeiro og OL 2020 i Tokyo (afholdt 2021) var han skadet og dermed ikke med til at vinde henholdsvis guld og sølv. I 2024 var han dog frisk nok og havde været med til at vinde sølv ved EM, inden han blev udtaget til OL samme år i Paris. Her vandt Danmark først sin indledende pulje med lutter sejre. Efter snævre sejre over Sverige i kvartfinalen og Slovenien i semifinalen sikrede Danmark med Lauge sig guldet med en sikker sejr over Tyskland i finalen med 39-26. I 2025 var han med da Danmark vandt guld i VM finalen over Kroatien.